# لورا موير
لورا موير (مواليد 9 مايو 1993) هي لاعبة ألعاب قوى بريطانية، فازت بالميدالية الفضية في سباق 1500 متر في أولمبياد 2020.